# 種豆 (紙牌遊戲)
Bohnanza意指種豆，是一個Uwe Rosenburg於1997年發明的一種德國紙牌遊戲。德文原版由Amigo Spiele發行，英文版則是由Rio Grande代理發行。在遊戲中玩家扮演豆農兼豆商，種豆收成變賣為金幣，最後以金幣多寡決定勝負，是一種考驗土地運用和人際關係的遊戲。種豆遊戲允許3至5人進行遊戲，12歲以上者較適合進行本遊戲，一場牌局需時大約45分鐘。
一副種豆牌包含了104張豆子牌和6張土地牌，豆子牌分為6、8、10、12、14、16、18和20號8種，每種豆子的號碼數同時代表了此種豆子在整副牌中的數量（例如：整副牌中有8張8號豆子、12張12號豆子），玩家可以據此計算種植某種豆子的成本效益和風險。土地牌則是提供玩家原有兩畝田之外的第三畝田種植豆子，但每畝土地須以三枚金幣交換，遊戲中每名玩家並只得購買一畝田（即每名玩家最多只可同時擁有三畝田）。
每副牌另外又附有50張的擴充豆子牌（4、22和24三種），若添加了擴充豆子牌，遊戲人數上限可提高至7人同時遊戲。遊戲人數超過5人（含5人）時，玩家購買第三畝田僅需兩枚金幣。

## 規則

### 開局
1. 每位玩家各發五張起始牌，牌必須按照順序收好不可以任意掉換順序，先拿到的牌須先出（通常為右手出牌，左手補牌）。
2. 每位玩家均有兩畝豆田來種豆，如果有錢可以買第三畝。每畝田只能種一種豆，但數量不限，如果種滿了必須將田裡的豆子變賣才能再種不同種的豆子。
3. 玩家手上的牌是蓋住的，交易區和田裡的豆子則攤開，不可以刻意去數他人的金幣數。
4. 隨機決定由哪位玩家開始。

### 回合流程
準備程序完成後，由一位玩家開始他的回合，每回合的流程如下：
1. 當回合玩家必須按照順序種下手上的第一張牌（即最先拿到的牌），但可以自由決定要不要種下第二張牌（即一次可種下1或2張牌）。若玩家的田裡都已經種有與手上第一張牌不同的豆子時，玩家至少必須變賣一畝田的豆子或購買第三畝田以種下手中的第一張豆子（遇到類似情況亦同）。變賣時按照牌上的標示計算金額，拿等同金額的牌數翻面代表金幣（紙牌的背面即為金幣）。
2. 種完後，玩家必須從牌庫抽兩張牌放到交易區供公開交易，公開交易時可同時交易公開交易區和玩家手中的牌，不限順序、張數，也沒有價值對等的要求（如雙方談妥無償贈與亦可），一切由交易雙方談妥即可。但已經種下的牌不得交易，且交易雙方必須有一方是當回合的玩家，其他玩家不得私下交易。若翻到需要的牌，玩家亦可選擇不交易，自行種下。
3. 交易到的牌不可收回手中，必須馬上種下。
4. 當回合玩家可以自由決定何時結束交易。結束交易前，所有交易的豆子都必須交易或自行種下不可遺留，沒有空位就必須變賣已種下的豆子（但遊戲允許即種即賣）。
5. 在按順序補完三張手牌後，回合結束，換下一位玩家重複以上流程。

### 其他
不論何時玩家均得變賣田裡的豆子和購買第三畝田。遊戲結束時最多金幣的玩家為贏家。

## 連結
- Amigo的種豆官方網站 (德語) （页面存档备份，存于）
- Boardgamegeek上的種豆資料 (英語)
- Rio Grande Games (英語) （页面存档备份，存于）
- 新天鵝堡資料